# Alexandre Louis Jousselin
Alexandre Louis Jousselin (1782 - 1867) was een Frans ingenieur.
Hij bouwde in 1832 de hangbrug over de Seine van de wijk Bercy in Parijs. Hij was de broer van Louis Didier Jousselin (1776-1858), die veel bekender was. Hij was een timide type, reden dat men hem "Jousselin l’Effrayé" noemde.